# Тачка (энтомология)

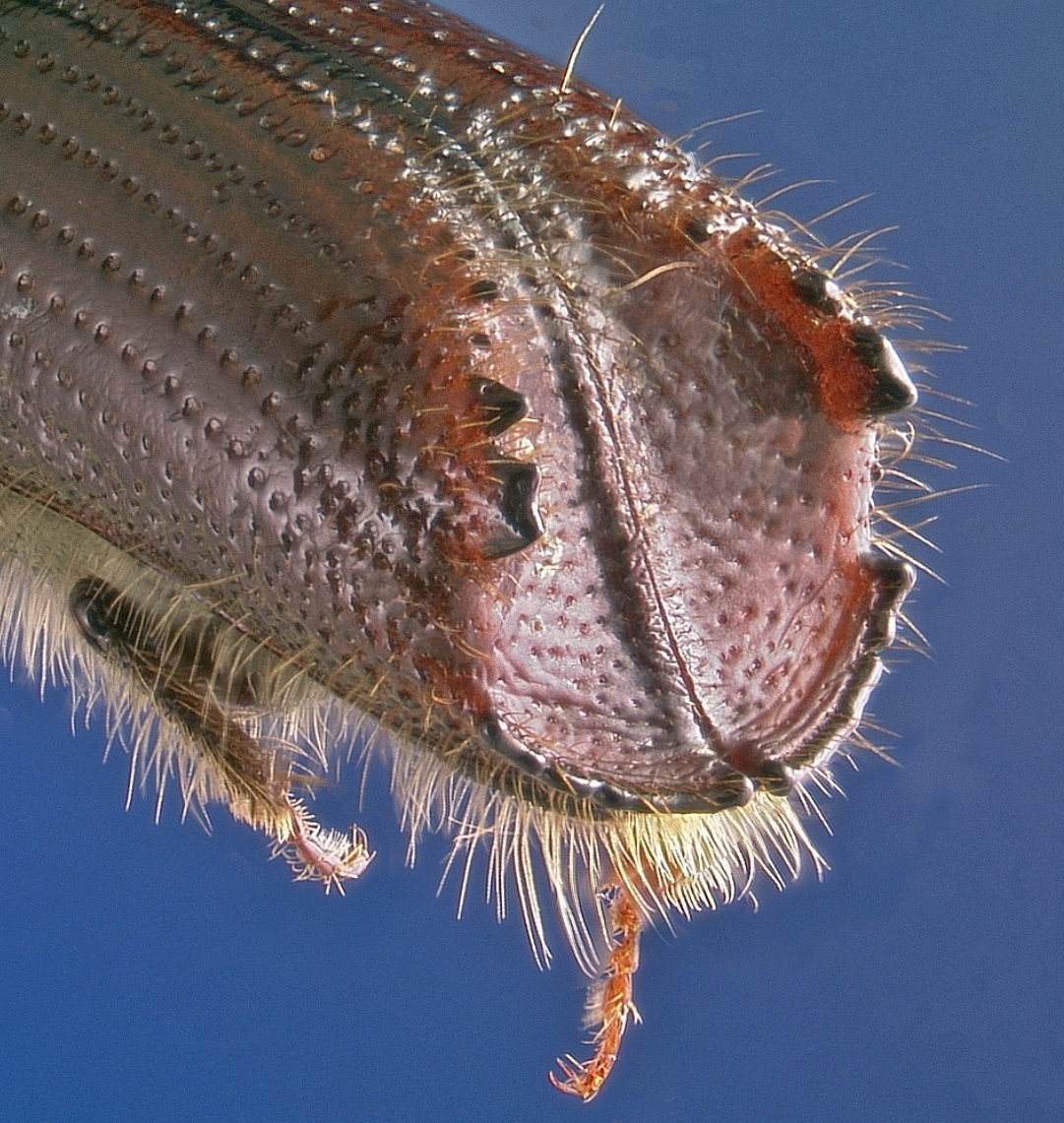
Тачка короеда Ips emarginatus

Тачка — впадина на надкрыльях некоторых жуков, обитающих под корой и в древесине; приспособление для очистки ходов внутри древесины от буровой муки. 

## Характеристики
Тачка может иметь вид от простых углублённых бороздок на скате надкрылий до глубокой выраженной впадины на вершине надкрылий. Она может быть окаймлена волосками, либо очень большими по сравнению с общим размером тела жука зубцами разнообразной формы. Края тачки преимущественно вооружены разнообразными по форме зубцами, шипами или бугорками. Также может иметься опушение из волосков.
Форма тачки, число, форма и расположение зубчиков и бугорков по её краю, а также её волосистость являются надёжным диагностическим признаком при определении видов.

## Распространение
Характерна для жуков-короедов. Встречается также у других жуков, обитающих под корой и в древесине, из семейств Bostrichidae, Colydiidae, Platypodidae, однако именно у жуков-короедов отмечено наибольшее разнообразие её строения.
Порой приспособления, аналогичные тачке, могут формироваться на нижней стороне тела — на брюшке (у представителей трибы Scolytini) или даже на переднем крае тела — на переднеспинке у самцов ряда видов из трибы Xyleborini.

## Функция
Прокладывая ход, короеды проталкивают нагрызенные древесные опилки (буровая мука) к своему заднему концу тела. Здесь они попадают в тачку. Пятясь назад, жук выталкивает из хода наружу порцию буровой муки.